# Taeniophyllum kaniense
Taeniophyllum kaniense är en orkidéart som beskrevs av Rudolf Schlechter. Taeniophyllum kaniense ingår i släktet Taeniophyllum och familjen orkidéer. Inga underarter finns listade i Catalogue of Life.